# Open Dynamics Engine

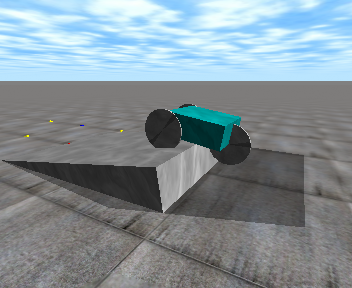
Un simple véhicule en train de rouler sur une rampe. Cette démo est distribuée avec le code source d'ODE (demo_buggy).

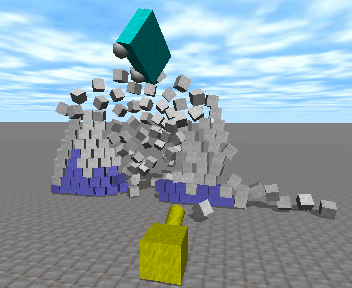
Une collision avec de nombreux objets. Cette démo est distribuée avec le code source d'ODE (demo_crash).

Open Dynamics Engine (ODE) est une bibliothèque logicielle libre (double licence GNU LGPL et BSD) se plaçant dans la catégorie des moteurs physiques. Elle sert à simuler l'interaction physique de corps rigides.
ODE est disponible pour plusieurs plates-formes et utilise une interface de programmation en C pour une plus grande compatibilité, bien qu'en interne, le code source soit écrit en C++. Elle possède plusieurs types de jointures et intègre un détecteur de collision avec friction. Le moteur utilise plusieurs intégrateurs en fonction de la précision et de la robustesse de la simulation désirées. Plusieurs primitives sont disponibles et le moteur peut gérer les surfaces constituées de triangles.
Elle est actuellement utilisée dans plusieurs jeux vidéo, d'outils 3D et d'outils de simulation.

## Primitives Géométriques
- Plan
- Boîte (parallélépipède rectangle)
- Sphère
- Cylindre
- Capsule (cylindre terminé par un hémisphère à chaque extrémité)
- Modélisation polygonale (maillage de facettes triangulaires)
- Terrain avec niveaux d'élévation
- Forme convexe

(liste non exhaustive)